# A Kind of Magic
„A Kind of Magic“ је дванаести студијски албум британске рок групе Queen, који је 2. јуна 1986. објавио EMI Records у Великој Британији и Capitol Records у САД. Заснован је на саундтраку за филм Горштак, који је режирао Расел Малкахи.
A Kind of Magic је био први албум групе Queen који је објављен откако су добили признање за наступ на Лајв ејду 1985. Био је хит у Великој Британији, одмах доспео на прво место и продат у 100.000 примерака у првој недељи. Остао је на британским топ листама 63 недеље, продавши 600.000 само у Великој Британији. Албум је изнедрио четири хит сингла: насловну песму са албума „A Kind of Magic“, „One Vision“, „Friends Will Be Friends“ и „Who Wants to Live Forever“, на којој је оркестар којим диригује Мајкл Кејмен, док је последња нумера са албума, "Princes of the Universe", тематска песма филма Горштак.
Иако ће Queen објавити још два албума са Фредијем Меркјуријем, A Kind of Magic би се испоставило да је његов последњи албум промовисан на концертној турнеји, због његове дијагнозе ХИВ-а следеће године.

## Списак песама
Првих пет песама се налазило на страни А, док су се остале налазиле на страни Б.